# 皮革脖子
皮革脖子（Leatherneck）是一个军事俚语，用于指代美国海军陆战队或者英国皇家海军陆战队。关于这个名字的来历，最普遍的说法是19世纪的军人为在刀剑格斗中保护颈部而配备有皮革护颈，因此被叫做“皮革脖子”。

## 历史
英美的海军陆战队员以及陆军士兵都曾装备过皮革护颈。在美国，海军陆战队从1798年开始每年都会为官兵配发带搭扣的黑色皮革护颈，海军水兵们因此给陆战队员们起了个“皮革脖子”的外号，用这件装备的名称来指代这支部队。
美国海军陆战队至今仍在军礼服上展现着这个传统，由硬布料制成的礼服衣领依然如皮革护颈一般挺立。

## 皮革护颈衣领
硬皮革护颈前部最宽处大约为2.5-3英寸，越往后越窄，末端有两个搭扣 。皮革护颈也被称作“脖托”，流行于19世纪早期的欧洲和北美军队中，一个主要作用就是迫使佩戴者抬高下巴，挺直胸部，展现良好军容。
佩戴脖托十分不适，但在有军务在身时不戴脖托就会受罚，因此部分陆战队员会把脖托缝在军装上，以免遗忘。陆战队少将乔治·F·埃利奥特（George Frank Elliott）就曾在南北战争后如此回忆：“官兵们戴上脖托后自然会抬头挺胸，就跟伸长了脖子喝雨水的鹅似的”。
1872年，在此前的三次军装改革（1833年、1839年以及1959年）中都一直沿用的脖托最终被海军陆战队弃用。

### 防护作用
虽说脖托的最大作用是矫正军姿，但也有传言称它的另一个作用是防护冷兵器对军人脖颈的攻击，比如，陆战队员在登上敌舰时，要害部位脖颈就容易遭到对方的短弯刀劈砍。巴巴里戰爭中，美国海军陆战队首次遭遇了使用弯刀（Scimitar）的北非穆斯林海盗，而陆战队员们已经在三年前就装备了皮革脖托。但也有人认为皮革对冷兵器的防御力根本不够，保护作用不佳。在18和19世纪的英国，皇家海军陆战队的主要任务是在海军舰船上担当护卫，其他任务还包括在海战中爬上桅杆对敌方进行精确射击以及组建分遣队登上海滩等。舰船上的陆战队员听从自己的军官与士官的命令，是一个独立单位，不属于船员。这个规定有其特殊用意，让陆战队员成了在军舰上防备船员造反的力量，船上的海军军官、补给品以及武器都由他们保护。在那个年代，英国海军中的大部分海员都是被强制征入军队的，而海军陆战队则是自愿入伍的。英国皇家海军陆战队因此有了海上宪兵的性质，深受上级信赖，遭到海员厌恶。因此，也有传言称陆战队哨兵所佩戴的硬皮革护颈所防备的是发动叛乱的海员，保护哨兵免遭割喉。水兵们给陆战队员起的“皮革脖子”这个外号也就有了一层贬义。

## 英国皇家海军陆战队外号的其他来源
大多数人都认为美国海军陆战队的外号“皮革脖子”来自皮革脖托这一装备，但也有不少人认定，英国皇家海军陆战队的“皮革脖子”之名与装备无关，是长期的日晒风吹以及恶劣的卫生条件让他们的脖子看上去就像“皮革”，英语俚语中对陆战队员对另一个戏称“皮靴脖子”（bootneck）也能证明这个说法。 